# Nabil Naoum
Nabil Naoum, né au Caire en 1944, est un écrivain égyptien.
Son œuvre interroge le rapport entre le corps et l'âme.

## Romans
- Le Voyage de Râ, Actes Sud, 1988.
- Retour au temple, Actes Sud, 1991.
- Le Rêve de l'esclave, Actes Sud, 1994.
- Corps premier, Actes Sud, 1998.
- Les Rivages de l'amour, Actes Sud, 2003.
- Moi, Toutankhamon, reine d'Egypte, Actes Sud, 2005.
- Amir, Actes Sud, 2013

Albums
- L'Égypte de terre, avec Jean-François Gout (photographies), Hazan, 2003.
- Impressions d'Afrique du Nord, 1998.